# Exequiel Palacios
Exequiel Palacios   (Famaillá, 5 d'octubre de 1998) és un futbolista professional argentí que juga com a migcampista pel Bayer Leverkusen.
Palacios es va formar al planter del River Plate. Va debutar a la Primera Divisió argentina el 8 de novembre de 2015 contra Newell's Old Boys. Va debutar amb la selecció argentina de futbol el 8 de setembre de 2018 en un amistós que va acabar 3-0 contra Guatemala.

## Palmarès
CA River Plate
- 1 CONMEBOL Libertadores: 2018
- 1 Recopa Sud-americana: 2019
- 2 Copes Argentina: 2016-17, 2018-19

Bayer Leverkusen
- 1 Bundesliga: 2023-24[3]
- 1 Copa alemanya: 2023-24[4]
- 1 Supercopa alemanya: 2024[5]

Selecció argentina
- 1 Copa del Món: 2022[6]
- 2 Copes Amèrica: 2021,[7] 2024[8]
- 1 Copa de Campions Conmebol-UEFA: 2022[9]